# Szekrényesy Attila
Szekrényesy Attila (Budapest, 1913. január 20. – Gyöngyös, 1995. január 21.) magyar műkorcsolyázó olimpikon, testvére Szekrényesy Piroska műkorcsolyázónak.

## Élete
1933 és 1942 között a BKE műkorcsolyázója volt. Páros műkorcsolyázásban Szekrényesy Piroskával olimpiai 4.(1936), világbajnoki 4. (1935, 1937, 1939), Európa-bajnoki bronzérmes (1936, 1937), illetve hatszoros magyar bajnok (1937, 1938, 1939, 1941, 1942, 1943) volt. 1935 és 1939 között a magyar válogatott keret tagja volt.